# Chilorhinus
Chilorhinus – rodzaj ryb promieniopłetwych z rodziny Chlopsidae.

## Rozmieszczenie geograficzne
Do rodzaju należą gatunki występujące w wodach Oceanu Indyjskiego, zachodniego Oceanu Atlantyckiego oraz zachodniego i środkowego  Oceanu Spokojnego.

## Morfologia
Długość ciała do 18,5 cm.

## Systematyka
Rodzaj zdefiniował w 1852 roku duński ichtiolog Christian Frederik Lütken w artykule poświęconym badaniom położenia nozdrzy w rodzajach rodziny węgorzowatych, opublikowanym w czasopiśmie  Videnskabelige Meddelelser fra den Naturhistoriske Forening i Kjøbenhavn. Gatunkiem typowym jest (oznaczenie monotypowe) Ch. suensonii.

### Etymologia
- Chilorhinus: gr. χειλος kheilos, χειλεος kheileos ‘warga, usta’; ῥις rhis, ῥινος rhinos ‘nos, pysk’[6].
- Brachyconger: gr. βραχυς brakhus ‘krótki’[7]; łac. conger ‘gatunek węgorza morskiego’[8]. Gatunek typowy (oznaczenie monotypowe): Brachyconger platyrhynchus Norman, 1922.
- Endeconger: gr. ενδεης endeēs ‘niedostateczny, niewystarczający’[9]; łac. conger ‘gatunek węgorza morskiego’[8].

### Podział systematyczny
Do rodzaju należą następujące gatunki:
- Chilorhinus platyrhynchus (Norman, 1922)
- Chilorhinus suensonii Lütken, 1852